# Anarmatus
Genre
Anarmatus est un genre de collemboles de la famille des Bourletiellidae.

## Distribution
Les espèces de ce genre sont endémiques du Yémen.

## Liste des espèces
Selon Checklist of the Collembola of the World (version du 12 août 2019) :
- Anarmatus diksamanus Bretfeld, 2005
- Anarmatus goeehensis Bretfeld, 2005
- Anarmatus irregularius Bretfeld, 2005
- Anarmatus longisetus Bretfeld, 2005
- Anarmatus taizzus Bretfeld, 2000

## Publication originale
- Bretfeld, 2000 : Collembola Symphypleona (Insecta) from the Republic of Yemen. Abhandlungen und Berichte des Naturkundemuseums Goerlitz, vol. 72, no 2, p. 153-176.